# Shinobu Akiyama
Shinobu Akiyama (1957) es una botánica japonesa. Es curadora y desarrolla actividades en el Jardín Botánico Koishikawa. Es coautora de la Flora de China, en las familias Balsaminaceae y Saxifragaceae; y de Japón.

## Algunas publicaciones
- 1955. Carcises of the Far Eastern Region of Asia

### Libros
- 2002. Magnoliaceae, Annonaceae, Schisandraceae, Illiciaceae, Cercidiphyllaceae, Berberidaceae, Lardizabalaceae, Menispermaceae, Nymphaeaceae. Catalogue 11 of the type specimens preserved in the Herbarium of Dep. of Bot. in the Univ. Museum Tokyo. Con Akiko Shimizu, Hideaki Ohba, Shinobu Akiyama. 43 pp.

- 2001. Violaceae. Catalogue 8 of the type specimens preserved in the Herbarium of Department of Botany in the Univ. Museum Tokyo. Material reports 44, Sōgō-Kenkyū-Shiryōkan Tōkyō. Con Hideaki Ohba. 205 pp.

- 1994. Name List of the Flowering Plants and Gymnosperms of Nepal. Material reports 32. Con Hidehisa Koba, Yasuhiro Endo. Editor Univ. Museum Tokyo, 	569 pp.

- 1992. The alpine flora of the Jaljale Himal, east Nepal. Nature and culture 4. Con Hideaki Ohba. Editor Univ. Museum Tokyo, 83 pp.

- 1988. A revision of the genus Lespedeza section Macrolespedeza (Leguminosae). Bull. 3 (Tōkyō Daigaku. Sōgō Kenkyū Shiryōkan). Editor Univ. Museum, Univ. of Tokyo, 170 pp.

### Editora
- 2004. Proc. of the Fifth and Sixth Symposia on Collection Building and Natural History Studies in Asia and the Pacific Rim. Nat. Sci. Museum monographs 24. Autor Kokuritsu Kagaku Hakubutsukan. Coeditor National Science Museum, 292 pp. ISBN 4878030089

- La abreviatura «S.Akiyama» se emplea para indicar a Shinobu Akiyama como autoridad en la descripción y clasificación científica de los vegetales.[3]